# Kermesia hargreavesi
Kermesia hargreavesi är en insektsart som beskrevs av Frederick Arthur Godfrey Muir 1927. Kermesia hargreavesi ingår i släktet Kermesia och familjen Meenoplidae. Inga underarter finns listade i Catalogue of Life.